# Eloy Pérez García
Eloy Pérez García (Barcelona, España, 25 de marzo de 1965) es un exfutbolista español que se desempeñaba como defensa.

## Clubes
| Club              | País   | Año       |
| ----------------- | ------ | --------- |
| R. C. D. Espanyol | España | 1987-1994 |
| Palamós C. F.     | España | 1994-1995 |
| Deportivo Alavés  | España | 1995-1996 |